# Дідула Володимир Петрович
Дідула Володимир Петрович (нар. 22 січня 1961, Сновичі) — український журналіст, художник, письменник.

## З творчої біографії
Закінчив Львівський університет ім. І. Франка, факультет журналістики (1979—1983 рр.).
Редактор Золочівської районної газети «Народне слово».
Пише прозу, надрукував декілька оповідань в літературно-мистецькому часописі «Дзвін».
Живописом почав займатися серйозно, виконав свої перші олійні роботи, здебільшого копії ще в студентські роки.
Персональні виставки:
- У королівському палаці Золочівського замку (2001 р.,2009 р.)
- У Золочівській державній податковій інспекції (2004 р.).

Роботи В. П. Дідули закуплені для приватних колекцій в Україні, Польщі, Німеччині, Бельгії, Італії, Канаді[джерело?].
Член НСПУ з 2015.

## Твори
- Збірка народних пісень «Співають Сновичі» (2007 р.) (упорядник В. П. Дідула).